# Fulvio Zugaro
Fulvio Zugaro (Roma, 20 giugno 1879 – Roma, 8 agosto 1931) è stato un generale italiano.

## Biografia
Proveniente da una famiglia di militari tra cui il nonno Giovanni ed il bisnonno Angelo Raffaele, Figlio di Achille, funzionario del Ministero dei Lavori Pubblici, e Giulia Viti.
Uscito dall'Accademia Militare di Civitavecchia nel 1897, entra nel 1907, dopo la Scuola di Guerra, nello Stato Maggiore, percorrendo una brillante carriera.
Capitano nella guerra di Libia, si conquista nel 1912 la Medaglia d'Argento al valore; Maggiore, Tenente Colonnello durante il Conflitto Mondiale, osservatore nell'Arma Aerea poi collaboratore negli alti comandi.
Sposato con Francesca Bevilacqua, con cui ha due Figli: Folco e Faliero.
Nel 1918 nominato Segretario della Commissione d'inchiesta sul ripiegamento dell'esercito al Piave, si accinse ad una vastissima opera di documentazione e di studio dando alla luce, in un anno e mezzo, le mille pagine della relazione "Dall'Isonzo al Piave".
Nel 1922 si Laureo' discutendo una Tesi sul Costo della Guerra Italiana e subito fu nominato assistente.
Nell'estate del 1922 si reca a Ginevra al servizio della Società delle Nazioni.
Tornato in Italia nello stesso anno divide la sua attività tra le cure degli interessi familiari, l'assistentato Universitario e l'organizzazione del Servizio Statistico del Ministero della Guerra fino a quando nel 1925 è nominato Direttore Generale dei Servizi Logistici.
Sempre nel 1925 ottiene la libera docenza in Statistica.
Nel 1927 rappresenta l'Italia alla Commissione per il Disarmo di Ginevra.
Nel 1929 è nominato Generale.

## Pubblicazioni
1 Norme pel servizio degli esploratori compilate per uso del 51º fanteria, Monteleone, 1901.
2 Prontuario per gli incolonnamenti, Torino, 1907.
3 Risoluzione grafica di problemi inerenti agli ordini per le marcie, Rivista Militare Italiana, 1908.
4 Problemi di tempo relativi alla marcia di una divisione di cavalleria , Rivista Militare Italiana, 1908
5 Studio preventivo delle marcie in montagna delle grandi unità, Rivista Militare Italiana, 1909.
6 La trasformazione delle nostre monografie del terreno, Nuova Rivista di Fanteria, 1909.
7 Regolamento di servizio in guerra, Bozze di stampa, 1910, Edizione definitiva 1912.
8 Le marcie e gli alloggiamenti nel nuovo servizio di guerra, Rivista di Fanteria, 1910.
9 L'esplorazione del nuovo servizio in guerra, Rivista di Cavalleria, 1910.
10 Circa la rettificazione di alcuni termini nei nostri regolamenti tattici, Ibidem, 1911.
11 I sentimenti del combattente nelle opere di Leone Tolstoi e di Emilio Zola, 1911.
12 Lessico Militare Italiano, (In collaborazione col Gen. Porro) 1911.
13 Dall'Isonzo al Piave. Relazione della Commissione d'Inchiesta. 1919, Roma, (Due volumi più uno di carte topografiche)
14 Circa un nuovo tipo di carta aeronautica e circa uno speciale dispositivo pel suo impiego,  Rassegna dell'Esercito Italiano, 1920.
15 Le giuste rivendicazioni degli Ufficiali in P. A. S. per riduzioni quadri organici, Opuscolo, 1921.
16 Il costo della guerra italiana. Contributo alla storia economica della guerra mondiale, Roma 1922.
17 Enquete statistique sur le armementes (per incarico della Società delle Nazioni) Geneve, 1922.
18 Il problema del disarmo e le esigenze militari dei vari stati, Problemi Italiani, 1922.
19 Di una statistica internazionale delle spese militari, Giornale degli Economisti e Rivista di Statistica, 1923.
20 Le egemonie militari in Europa avanti e dopo la guerra. Statistica sulle variazioni degli armamenti dal 1913-14 al 1921-22, Giornale degli Economisti e Rivista di Statistica, 1923.
21 Statistica Militare. Fascicolo I: I capisaldi, Rassegna dell'Esercito Italiano, 1923
22 Gli armamenti e la Società delle Nazioni, Problemi Italiani, 1923.
23 La struttura del bilancio della guerra italiano, 1923.
24 I batteri mezzi di guerra, Esercito e Marina, 1924.
25 Pareto e le discipline militari, Giornale degli Economisti e Rivista di Statistica, 1924.
26 Una correlazione statistica fra le perdite e le munizioni consumate dall'Esercito Inglese in Francia, Rivista di Artiglieria e Genio, 1924.
27 Forze e spese militari mondiali (1914), La Cooperazione delle armi, 1924.
28 Catalogo dei principali dati statistici del R. Esercito , Libreria di Stato, 1924.
29 Sguardo sintetico alla produzione del suolo italiano dal 1880 al 1923 espressa in numeri indici, Annali di Economia dell'Università Bocconi, 1924.
30 Per la diffusione del grafico statistico, Giornale degli Economisti e Rivista di statistica, 1924.
31 Enciclopedia militare italiana, Popolo d'Italia (parte logistica dal 1924)
32 Per un più forte Esercito, Critica Fasc.,1924.
33 Schema generale della statistica dello "Sforzo militare italiano nella guerra mondiale", Libreria di Stato, 1925.
34 Una modesta ausiliaria nella bellica: La statistica militare, Alere Flammam, 1925.
35 Redazione della Commissione per la riforma dei servizi amministrativi del Regio Esercito, 1925.
36 Rinnovamento "Le Forze armate", 1926.
37 L'albo d'oro dei caduti per l'Italia nella guerra mondiale, Bollettino Ufficiale Storico, 1926.
38 Bilanci militari Italiani ed esteri, Esercito e Nazione, 1926.
39 Spigolando sugli annuari, Esercito e Nazione, 1926.
40 Le Forze Armate nella battaglia economica. Le impostazioni per l'Esercito, Esercito e Nazione, 1926.
41 Le famiglie italiane che hanno più uomini in guerra, Esercito e Nazione, 1927.
42 Progetti di Capitolato generale amministrativo. Commissione per l'unificazione dei Capitolati delle pubbliche amministrazioni. Relazione al Ministro dell'Economia Nazionale, 1927.
43 Come si costruiscono i grafici di volgarizzazione, Esercito e Nazione, 1927.
44 Il Relevè-type. Rapporto di minoranza alla Società delle Nazioni, 1927.
45 Gli ufficiali dei corpi amministrativi, Esercito e Nazioni, 1927.
46 Debito pubblico e spese militari, "Echi e commenti, 1927.
47 Le massime ricompense al valor militare, Rivista Militare Italiana, 1927.
48 I morti italiani nella guerra mondiale,  Echi e commenti, 1927.
49 Il Fascismo e l'Esercito, (Dal Volume "La civiltà Fascista", Torino 1927.
50 Medaglie e croci al valore militare. Rivista Militare Italiana, 1928.
51 L'offerta ed il sacrificio degli uomini, Giornale d'Italia, 1927
52 Il pane per le Forze Armate con grano nazionale, Esercito e Nazione, 1927.
53 Statistica dello sforzo militare italiano nella guerra mondiale: L'Ordine Militare di Savoia durante la guerra 1915-1918.
54 Mezzi di vita all'Esercito 1915-1923. Stralcio dei volumi:"Statistica dei Servizi logistici durante la guerra",1927.
55 Statistica dello sforzo militare italiano nella guerra mondiale: La forza dell'Esercito, Roma, 1927.
56 Forniture e fornitori, Esercito e Nazione, 1927.
57 Gli armamenti mondiali, quali sono quanto costano, Esercito e Nazione 1928.
58 Un modesto servizio necessario. Il bucato per le Caserme, Esercito e Nazione, 1928.
59 Il grano nell'economia nazionale di pace e di guerra, Torino 1928.
60 Le sei maggiori flotte mondiali, Esercito e Nazione, 1928.
61 L'annuario militare della Società delle Nazioni, 1927.
62 Rivelazioni della statistica. In che misura reclutiamo gli ufficiali, Esercito e Nazione, 1928.
63 I provvedimenti del Governo nazionale per la stirpe. L'Esercito e la lotta contro l'analfabetismo, Gerarchia, 1928.
64 Discutendo a Ginevra di serie militari, Rivista Militare Italiana, 1928.
65 Sacrifici ed eroismi visti attraverso aride cifre, Il Decennale della Vittoria, Firenze 1928.
66 Statistica dello sforzo militare Italiano nella guerra mondiale. I Servizi Logistici, 1929.
67 Statistica dello sforzo militare Italiano. Le ricompense al valor militare di un secolo, Roma 1930.
| Controllo di autorità | VIAF (EN) 306386191 · LCCN (EN) no2014016367 |